# Getchellite
La getchellite è un minerale.